# Tu bi-szwat
Tu bi-Szwat (hebr.: ט״ו בשבט) – w żydowskim kalendarzu religijnym dzień półświąteczny przypadający 15 szwat. Wyznacza koniec zimy i początek pory opadów. Dziś w Izraelu jest to dzień sadzenia drzew przez dzieci i młodzież.